# Холмец (Можайский район)
Холмец — деревня в Можайском районе Московской области в составе сельского поселения Дровнинское. На 2010 год, по данным Всероссийской переписи 2010 года, постоянного населения не зафиксировано. До 2006 года Холмец входил в состав Дровнинского сельского округа.
Деревня расположена на западе района, примерно в 5 км почти к северу от Уваровки, на правом берегу реки Лусянка, высота центра над уровнем моря 237 м. Ближайшие населённые пункты — Погорелое на юге и Лыкшево на северо-востоке.